# Eurylaime de Whitehead
 (juin 2024).
Si vous disposez d'ouvrages ou d'articles de référence ou si vous connaissez des sites web de qualité traitant du thème abordé ici, merci de compléter l'article en donnant les références utiles à sa vérifiabilité et en les liant à la section « Notes et références ».
 (juin 2024).
Le contenu est difficilement compréhensible vu les erreurs de traduction, qui sont peut-être dues à l'utilisation d'un logiciel de traduction automatique.
Calyptomena whiteheadi
Espèce
Statut de conservation UICN

 LC  : Préoccupation mineure
L'Eurylaime de Whitehead (Calyptomena whiteheadi) est une espèce de passereau appartenant à la famille des Calyptomenidae.
Il est endémique des chaînes de montagnes du centre-nord de Bornéo, où il habite principalement les forêts de montagne et les lisières des forêts à des altitudes de 900 à 1 700 m. Il mesure 24 à 27 cm de long, les mâles pesant 142 à 171 g et les femelles pesant 150 à 163 g. Les mâles sont vert vif et ont une tache noire sur la gorge, des taches noires sur les couvertures auriculaires et la nuque, ainsi que des marques et des stries noires sur tout le corps. Les queues et les rémiges sont également noirâtres. Les femelles sont plus petites et n’ont pas de marques noires sur la tête et les parties inférieures. Les juvéniles ressemblent aux adultes mais porte mois de marques noir.
Décrit par l'ornithologue britannique Richard Bowdler Sharpe en 1887, l'eurylaime de Whitehead doit son nom à l'explorateur britannique John Whitehead.
Il se nourrit principalement de fruits et complète son alimentation avec des insectes. La reproduction a probablement lieu de mars à juin, avec des couvées contenant un ou deux œufs. Bien qu'il soit classé comme étant préoccupation mineur par l'Union internationale pour la conservation de la nature, il est menacé par la destruction de son habitat et on pense que sa population est en déclin.

## Taxonomie et systématique
L'eurylaime de Whitehead a été décrit comme Calyptomena whiteheadi par le naturaliste britannique Richard Bowdler Sharpe en 1887 sur la base de spécimens du mont Kinabalu, Bornéo. Le nom du genre, Calyptomena, vient des mots grecs anciens kaluptos, signifiant couvert, et mēnē, signifiant lune. Le nom spécifique, whiteheadi, est en l'honneur de l'explorateur britannique John Whitehead, qui a collecté les spécimens sur la base desquels l'espèce a été décrite.
L'eurylaime de Whitehead est l'une des trois espèces du genre Calyptomena, un genre de trois espèces de couleur vert vif que l'on trouve en Asie du Sud-Est. Calyptomena est l'un des deux genres de la famille des Calyptomenidae, l'autre étant Smithornis, un genre de trois espèces plutôt ternes trouvées en Afrique. Bien que les relations au niveau des espèces au sein de la famille ne soient pas claires, les deux genres sont des taxons monophylétiques (incluant tous les descendants d'un ancêtre commun) qui sont frères (les plus étroitement liés) les uns aux autres.

## Description

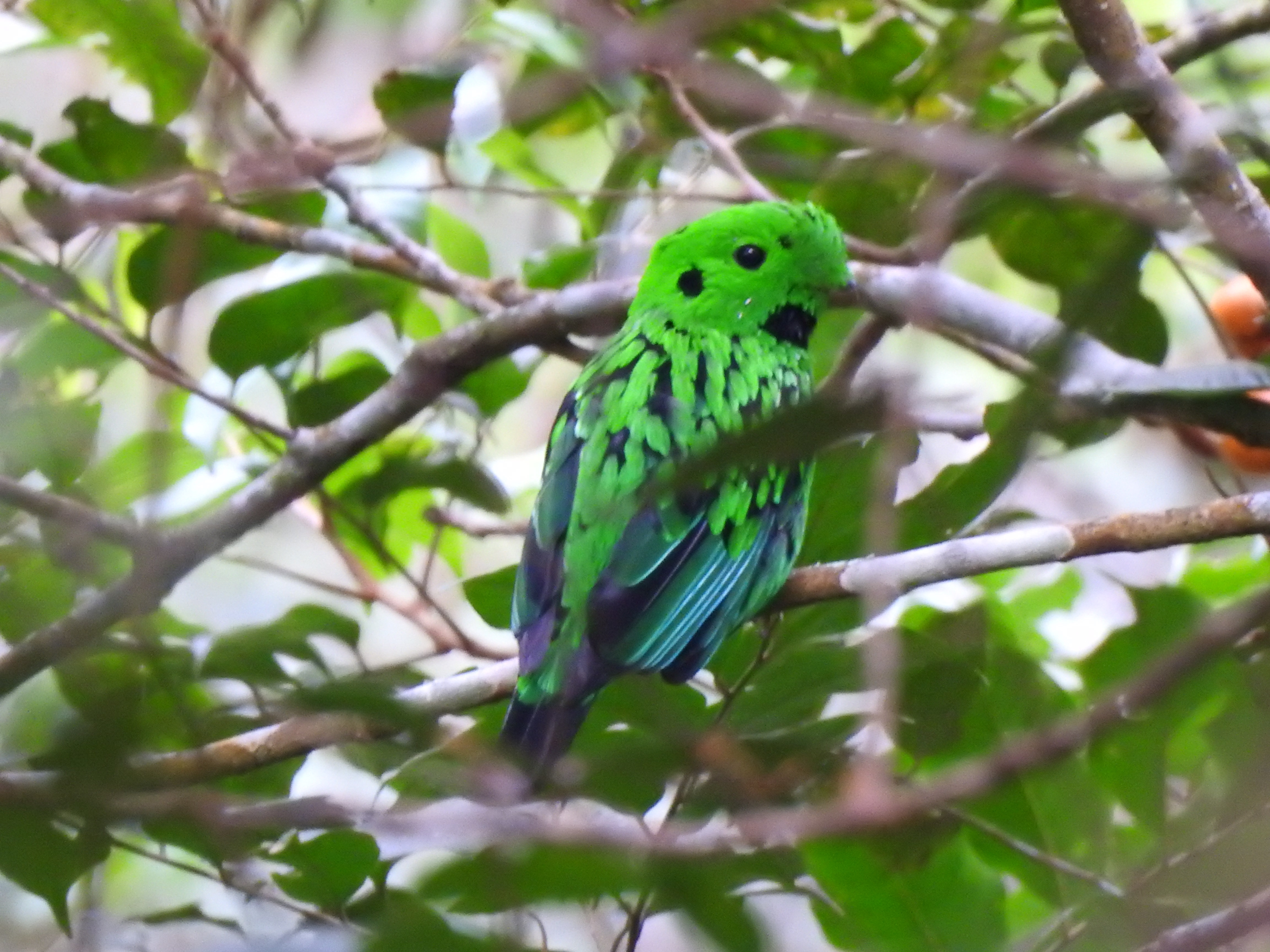
Eurylaime de Whitehead, Parc Kinabalu, Sabah, Malaisie

C'est la plus grande espèce du genre Calyptomena, l'eurylaime de Whitehead mesure 24 à 27 cm de long, avec des mâles pesant 142 à 171 g et des femelles pesant 150 à 163 g. Les mâles sont vert vif, avec un peu de noir sur le dessus de la tête, des taches noires sur les couvertures auriculaires et la nuque et une grande tache noire sur le bas de la gorge et le haut de la poitrine. Ils ont également de vastes marques noires sur les ailes et le haut du dos, des stries bien visibles sur les parties inférieures, ainsi que des queues et des rémiges noirâtres. L'iris est brun foncé, les pattes sont olive à vert grisâtre et le bec est noir avec une mandibule inférieure pâle. Le front est doté d'une grande touffe de plumes qui recouvre presque le bec. Les femelles sont plus petites que les mâles, avec une touffe frontale plus petite, aucune marque noire sur la tête et des parties inférieures d'un vert plus terne sans stries noires. Les juvéniles ressemblent aux adultes mais ont moins de marques noires.
L'eurylaime de Whitehead se distingue des autres espèces de son genre par sa plus grande taille, sa gorge noire et ses marques noires plus étendues sur le corps.

## Distribution et habitat

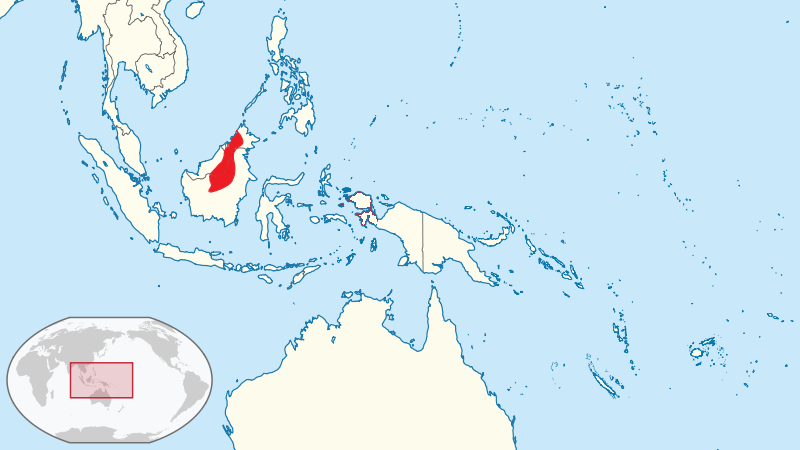
carte de répartition du Calyptomena witeheadi

Il est endémique de Bornéo, où on le trouve dans les parties nord et centrale de l'île. On le trouve probablement dans toute la chaîne de montagnes qui traverse le centre de l'île, du mont Kinabalu à Kayan Mentarang et au mont Batu Timbang, bien qu'il soit localement absent de certaines régions.
Il habite les forêts primaires de montagne et les lisières des forêts, préférant les zones à croissance plus élevée. Il est plus courant à des altitudes de 900 à 1 700 m , bien qu'il puisse être trouvé à des altitudes aussi basses que 600 m et aussi hautes que 1 980 m[style à revoir]. Il ne migre pas, mais se déplace localement en fonction des saisons de fructification des arbres dont il se nourrit. Des individus ont également été observés à 75 m lors de graves sécheresses[incompréhensible].

## Comportement
L'oiseau se perche généralement silencieusement, mais est parfois bruyant et visible. 

### Alimentation
L'espèce se nourrit principalement de fruits, complétant son régime alimentaire avec des insectes. Les fruits consommés varient des petites baies aux grosses drupes, avec des fruits mesurant jusqu'à 15 mm × 20 mm trouvés dans les estomacs. Il a également été observé se nourrissant du fruit à forte odeur de Litsea cubica. Dans le parc Kinabalu, l'espèce a été observée en train de chasser des papillons de nuit près des lumières à l'aube.
Ce sont des oiseaux qui se nourrissent généralement seuls, mais peuvent parfois être trouvés en petits groupes bruyants près des arbres fruitiers. Ils rejoignent aussi occasionnellement des Ronde d'oiseaux en quête de nourriture, qui peuvent également contenir des Échenilleur de la Sonde, Garrulaxe de Treacher, Garrulaxe mantelé et des Trogon de Whitehead.

### Reproduction
La saison de reproduction dure probablement de mars à juin. Les nids sont suspendus à des branches minces à environ 15 m au-dessus du sol, l'extérieur étant constitué de mousse verte fraîche. L’intérieur est ferme et tapissé de feuilles de bambou sèches, formant une cavité bien abritée. Une longue « queue » faite de lichen et de mousse aide à camoufler le nid. Les couvées contiennent un ou deux œufs, brillants et de couleur jaune pâle. Les œufs mesurent 32 mm à 37 mm × 25 mm. On ne sait rien de la période d'incubation et d'envol.

## Statut
Il est classé comme étant une espèce de préoccupation mineure par l'Union internationale pour la conservation de la nature en raison de son aire de répartition et de sa population suffisamment vastes et de l'absence de déclin significatif de la population. Il est assez commun dans un habitat approprié et est présent dans plusieurs zones protégées, telles que le parc national du Gunung Mulu et le parc Kinabalu. Cependant, on pense actuellement que sa population est en déclin en raison de la destruction de son habitat.